# Природний регіон
Приро́дний регіо́н — природно-територіальне утворення значної площі, суцільність якого визначається характерними для нього фітоландшафтними, фізико-географічними, адміністративними та іншими ознаками, що характеризуються типовими та унікальними природними комплексами, різноманітним рослинним і тваринним світом, і яке виконує регіональну екостабілізуючу роль.